# Darley José Kummer
Darley José Kummer (ur. 12 maja 1967 w Roca Sales) – brazylijski duchowny katolicki, biskup pomocniczy Porto Alegre od 2019.

## Życiorys
Święcenia kapłańskie przyjął 13 stycznia 1996 i został inkardynowany do archidiecezji Porto Alegre. Pracował głównie jako duszpasterz parafialny, był także m.in. współpracownikiem duszpasterstw powołań i młodzieży, rektorem niższego seminarium w Gravataí oraz wikariuszem biskupim dla wikariatu Canoas.
10 kwietnia 2019 papież Franciszek mianował go biskupem pomocniczym archidiecezji Porto Alegre oraz biskupem tytularnym Elvas. Sakry udzielił mu 8 czerwca 2019 arcybiskup Jaime Spengler.